# スタンナン
スタンナン (英語: stannane) は、化学式 SnH4 と表されるスズの水素化物である。SnCl4 と LiAlH4 の反応によって合成することができる。室温で金属スズと水素を発生しながらゆっくり分解し、空気に触れると自然発火する。有機物に対して強い還元性があり、水には溶けにくい。